# Triphosa sabaudiata
Triphosa sabaudiata là một loài bướm đêm trong họ Geometridae.